# Виборчий округ 215
Виборчий округ 215 — виборчий округ в місті Києві. В сучасному вигляді був утворений 28 квітня 2012 постановою ЦВК №82 (до цього моменту існувала інша система виборчих округів). Окружна виборча комісія цього округу розташовується в будівлі Деснянської районної в місті Києві державної адміністрації за адресою м. Київ, просп. Червоної Калини, 29.
До складу округу входять частини Деснянського і Дніпровського районів. Виборчий округ 215 межує з округом 97 на півночі, на північному сході і на сході, з округом 214 на південному сході, з округом 216 на півдні, з округом 214 на південному заході, з округом 217 на заході та з округом 213 на північному заході. Виборчий округ №215 складається з виборчих дільниць під номерами 800228-800235, 800244-800253, 800271-800272, 800305-800349, 800354-800365, 800367-800368, 801072 та 801081.

## Народні депутати від округу
| Ім'я                       | Фото | Партія       | Скликання | Дата набуття повноважень | Дата припинення повноважень |
| -------------------------- | ---- | ------------ | --------- | ------------------------ | --------------------------- |
| Іллєнко Андрій Юрійович    |      | Свобода      | 7-ме      | 12 грудня 2012           | 27 листопада 2014           |
| Іллєнко Андрій Юрійович    |      | Свобода      | 8-ме      | 27 листопада 2014        | 29 серпня 2019              |
| Яременко Богдан Васильович |      | Слуга народу | 9-те      | 29 серпня 2019           |                             |

## Результати виборів

### Парламентські

#### 2019
Кандидати-мажоритарники:
- Яременко Богдан Васильович (Слуга народу)
- Іллєнко Андрій Юрійович (Свобода)
- Артеменко Сергій Вікторович (Європейська Солідарність)
- Пархоменко Євген Анатолійович (Опозиційна платформа — За життя)
- Кузьменко Андрій Павлович (Голос)
- Шашенко Євген Олександрович (самовисування)
- Юранська Юлія Дмитрівна (Батьківщина)
- Бєлякова Оксана Геннадіївна (Сила і честь)
- Константинов Олександр Володимирович (самовисування)
- Куценко Станіслав Ігорович (самовисування)
- Савенко Дмитро Анатолійович (самовисування)
- Мунтян Сергій Миколайович (самовисування)
- Куцериб Сергій Олегович (самовисування)
- Петрук Дмитро Сергійович (Патріот)

#### 2014
Кандидати-мажоритарники:
- Іллєнко Андрій Юрійович (Свобода)
- Кондратенко Віктор Іванович (самовисування)
- Куцериб Олег Васильович (Правий сектор)
- Багіров Едуард Садихович (самовисування)
- Васильчук Вадим Васильович (Демократичний альянс)
- Соцька Любов Євгенівна (Радикальна партія)
- Багінський Андрій Владиславович (самовисування)
- Авдошко Сергій Миколайович (Опозиційний блок)
- Вейдер Дарт Михайлович (Інтернет партія України)
- Слуцька Наталія Олексіївна (Сильна Україна)
- Степачова Наталія Павлівна (Заступ)
- Яшин Сергій Станіславович (Зелені)
- Протчева Тетяна Іванівна (Ми Українці)
- Мунтян Сергій Миколайович (самовисування)
- Гаджаман Андрій Миколайович (самовисування)
- Коротецький Василь Павлович (самовисування)
- Кузюк Валентина Миколаївна (самовисування)
- Хома Андрій Степанович (самовисування)
- Титаренко Дмитро Володимирович (самовисування)
- Павлюк Максим Петрович (самовисування)
- Іченський Юрій Миколайович (Ліберальна партія України)
- Загородько Костянтин Якович (самовисування)
- Ревенко Сергій Борисович (самовисування)
- Стокоз Сергій Васильович (самовисування)

#### 2012
Кандидати-мажоритарники:
- Іллєнко Андрій Юрійович (Свобода)
- Герега Галина Федорівна (самовисування)
- Опадчий Ігор Михайлович (УДАР)
- Майборода Володимир Дмитрович (Комуністична партія України)
- Рижова Вікторія Олексіївна (Партія регіонів)
- Кіндрачук Віктор Іванович (самовисування)
- Омельченко Олександр Володимирович (Радикальна партія)
- Наумко Віктор Миколайович (Україна — Вперед!)
- Дядюк Олександр Володимирович (самовисування)
- Вергун Владислав Валерійович (самовисування)
- Башук Олександер Григорович (самовисування)
- Васін Андрій Юрійович (самовисування)
- Захаричев Юрій Юрійович (самовисування)
- Круть Олег Миколайович (самовисування)
- Козловський Ігор Васильович (самовисування)

## Явка
Явка виборців на окрузі: